# إذاعة تطاوين
إذاعة تطاوين إذاعة جهوية تونسية تقع استوديوهاتها بمدينة تطاوين انطلق بثها يوم 7 نوفمبر 1993م وهي تغطي منطقة الجنوب الشرقي التونسي.
تبث برامجها بالعربية لمدّة 20 ساعة يوميا على موجات الأف أم.

## مقالات ذات صلة
- قائمة إذاعات الراديو التونسية

## وصلات خارجية
- موقع إذاعة تطاوين
- مناطق إرسال الإذاعات التونسية